# Ottavio Acquaviva d’Aragona (1560–1612)
Ottavio Acquaviva d’Aragona (ur. w 1560 w Neapolu, zm. 5 grudnia 1612 tamże) – włoski kardynał.

## Życiorys
Urodził się w 1560 roku w Neapolu, jako syn Giovanniego Girolama Acquaviva d'Aragony i Margherity Pio di Carpi (jego braćmi byli Giulio i Rudolf). Studiował na Uniwersytecie w Perugii, gdzie uzyskał doktorat utroque iure. Po studiach został referendarzem Najwyższego Trybunału Sygnatury Apostolskiej, prałatem Jego Świątobliwości i gubernatorem Viterbo. 6 marca 1591 roku został kreowany kardynałem diakonem i otrzymał diakonię San Giorgio in Velabro. Jednocześnie został mianowany legatem w Kampanii. 15 marca 1593 roku został podniesiony do rangi kardynała prezbitera i otrzymał kościół tytularny Santa Maria del Popolo. W okresie 1593–1601 był legatem w Awinionie. 31 sierpnia 1605 roku został wybrany arcybiskupem Neapolu, a 18 września przyjął sakrę. Zmarł 5 grudnia 1612 roku w Neapolu.